# 夫婦交換バラエティー ラブちぇん
『ラブちぇん』は、一部テレビ朝日系列局で放送された名古屋テレビ（メ〜テレ）制作のバラエティ番組・リアリティ番組である。全180回。制作局のメ〜テレでは2005年5月12日から2008年12月25日まで、毎週木曜 23:17 - 24:12 （日本標準時）に放送。

## 概要

### 主な放送内容
見ず知らずの2組の夫婦が2泊3日の夫婦交換生活を送る模様を放送していた番組で、夫婦交換は夫が互いの妻を交換し合う形で行われていた。企画初日の昼（午後）に両家の妻が交換先の夫と会って夫婦交換生活を始め、最終日の朝に元の家へ戻るというのが収録VTRのおおよその流れで、このVTRが放送された後に両家の妻がスタジオに登場し、司会の遠藤章造や友近とともに夫婦交換生活についての感想などを語っていた。この企画に参加した妻には、「へそくり」と称して10万円を進呈していた。
妻が夫の生活態度や行動に何らかの不満を持っていることが夫婦交換生活の前提で、たとえば家事を全くしない夫に不満をもつ妻と、細かいことを完璧にこなさないと納得しない夫に不満をもつ妻を交換させるなど、持っている不満と正反対の不満を味わわせることで元の生活に納得して戻れるような配慮がされていた。大半は交換先の夫の行動に問題があり、その下へ訪れた妻が2日目の夜に不満を爆発させて大喧嘩になるというのがパターン化していた。その際には、妻が交換先の夫を口喧嘩でやり込めてしまうケースもよく見受けられた。なお、就寝時間には「卑猥話」が必ずと言っていいほど行われていた。
番組改編期などには、過去に企画に参加した夫婦のその後を追った特別編が放送されていたが、中には既に離婚していたなど生活が大きく変わった参加者たちもいる。

### 番組史
この番組は、2005年3月2日（水曜）深夜と同年4月21日（木曜）深夜に特別番組として放送された後、同年5月12日（木曜）深夜にレギュラー放送を開始した。特番時代のタイトルは『夫婦交換バラエティー ラブ♥ちぇん』（ふうふこうかんバラエティー ラブちぇん）で、その当時は遠藤と友近によるスタジオパートが無く、モンキッキーと初代アシスタントの清水由美が元モデルの妻がいる家庭へ、はなわと後に2代目アシスタントになる高山香織が太り気味の妻がいる家庭へ赴いて「ラブちぇん」指令を遂行するという内容だった。植木善晴が総合演出を、守谷武己が構成を担当していた。
レギュラー放送の開始以後はテレビ朝日系列局17局で放送。また、レギュラーで放送されていないテレビ朝日においても、特別番組『ラブちぇん 芸能人スペシャル』に限っては2005年10月15日（土曜）深夜と同年12月27日（火曜）深夜にそれぞれ放送された。2006年8月7日（月曜）には、制作局のメ〜テレのみではあったが20:00 - 20:54に『ラブちぇん 夏の特別編』が放送され、初のゴールデンタイムへの進出を果たした（この時間帯、東北地方と沖縄県以外のテレビ朝日系列局では『奇跡の扉 TVのチカラ』が放送されていた）。2007年9月2日（日曜）には、14:00 - 15:25の『サンデープレゼント』枠で初のテレビ朝日系全国同時ネットが行われた。
番組はおよそ3年半にわたって放送され、その間に313組の夫婦が企画に参加した。

## 出演者
レギュラー陣やゲストを紹介するテロップには、その人物の年齢が表示されていた。また、既婚者であるか独身者であるかなどの情報も表示されていた。
- 遠藤章造（ココリコ）
- 友近
- 清水由美（当時メ〜テレアナウンサー） - 2007年3月放送分まで出演。
- 高山香織（2008年3月まではメ〜テレアナウンサー） - 2007年4月放送分から実質2008年9月18日放送分まで出演。同日放送分をもって産休に入ったため、以後は佐藤が代理を務めた。
- 佐藤倫子（当時メ〜テレアナウンサー） - 高山の産休に伴い、2008年9月25日放送分から出演。
- 幸野善之 - ナレーションを担当。

## スタッフ

### 番組終了時のスタッフ
- 構成：堀田延、興津豪乃、小杉四駆郎、堀江B面、守谷武己、下村稔、近藤博幸
- ブレーン：関秀章
- リサーチ：吉田真理子（スコープ）、岩間丈倫（ニューズクリエイト）
- SW (スイッチャー)：林謙一郎
- CAM (カメラマン)：武田和仁
- VE (ビデオエンジニア)：柴田康司
- 音声：上野太
- 照明：藤井隆司
- 美術プロデューサー：内藤佳奈子
- セットデザイン：坪田幸之
- 美術進行：今井隆之
- メイク：TEES
- 編集：山下靖史、中村聖
- MA：梶山恭一
- 音効：中島祥
- CG：松井夢壮
- AP (アシスタントプロデューサー)：鈴木美絵（NET WEB）
- ディレクター：渡辺恭三、小林一丈、小林恭寛、齋藤慎一郎、石井賢次、大久保崇、田中健太、村井伸一、磯谷直行、笠原由貴
- 総合演出：藤代賢二（NET WEB）
- 制作プロデューサー：太田雅人（メ〜テレ）、辻村たろう（NET WEB）、天野貴幸（植木商店）、大野勝彦（NET WEB）
- プロデューサー：川本謙一（メ〜テレ）、山田貢（よしもとクリエイティブ・エージェンシー）、江間浩司（NET WEB）
- チーフプロデューサー：新村裕（メ〜テレ）
- 技術協力：Trash、麻布プラザ、フジアール、SPOT、インテック、4DS
- 収録スタジオ：テイクスタジオ
- 観客管理協力：BEEPS
- 制作協力：NET WEB、植木商店
- 制作：吉本興業
- 制作著作：メ〜テレ

### 番組途中までのスタッフ
- 構成：福田雄一
- チーフプロデューサー：原口淳（メ〜テレ）
- プロデューサー：奥井剛平（よしもとクリエイティブ・エージェンシー）
- AP (アシスタントプロデューサー)：高山雄次郎（よしもとクリエイティブ・エージェンシー）、谷陽子、石原文男（以上NET WEB）
- ディレクター：中塚大悟、原田浩司、金子浩
- CAM (カメラマン)：川崎圭一郎
- 編集：秋田正樹、小宮純一
- 音効：佐藤賢治
- 収録スタジオ：ARIAKE Studio（放送開始から2006年3月まで）

## 放送局
ここに記しているものは全て番組終了時における放送時間である。
| 放送対象地域   | 放送局             | 系列           | 放送日時           | 放送期間                       |
| -------------- | ------------------ | -------------- | ------------------ | ------------------------------ |
| 中京広域圏     | メ〜テレ           | テレビ朝日系列 | 木曜 23:17 - 24:12 | 2005年5月12日 - 2008年12月25日 |
| 北海道         | 北海道テレビ       | テレビ朝日系列 | 金曜 24:10 - 25:10 | 2006年10月 - 2009年5月29日     |
| 秋田県         | 秋田朝日放送       | テレビ朝日系列 | 金曜 25:15 - 26:10 | 2006年5月 - 2009年4月3日       |
| 山形県         | 山形テレビ         | テレビ朝日系列 | 日曜 24:40 - 25:35 | 不明 - 2009年1月11日           |
| 福島県         | 福島放送           | テレビ朝日系列 | 金曜 25:35 - 26:30 | 不明 - 2009年3月6日            |
| 新潟県         | 新潟テレビ21       | テレビ朝日系列 | 金曜 24:15 - 25:15 | 2006年2月 - 2009年2月6日       |
| 長野県         | 長野朝日放送       | テレビ朝日系列 | 土曜 24:30 - 25:25 | 2006年10月7日 - 2009年1月17日  |
| 静岡県         | 静岡朝日テレビ     | テレビ朝日系列 | 金曜 24:50 - 25:50 | 2006年6月 - 2009年3月13日      |
| 石川県         | 北陸朝日放送       | テレビ朝日系列 | 木曜 24:15 - 25:10 | 2007年4月 - 2009年3月5日       |
| 近畿広域圏     | 朝日放送           | テレビ朝日系列 | 月曜 25:26 - 26:23 | 2006年7月 - 2009年1月5日       |
| 広島県         | 広島ホームテレビ   | テレビ朝日系列 | 木曜 24:10 - 25:10 | 2005年10月 - 2009年2月5日      |
| 香川県・岡山県 | 瀬戸内海放送       | テレビ朝日系列 | 土曜 15:00 - 15:55 | 2007年9月1日 - 2009年1月31日   |
| 愛媛県         | 愛媛朝日テレビ     | テレビ朝日系列 | 土曜 16:30 - 17:25 | 2005年10月? - 2009年4月11日    |
| 福岡県         | 九州朝日放送       | テレビ朝日系列 | 金曜 24:44 - 25:39 | 2005年10月 - 2009年5月8日      |
| 長崎県         | 長崎文化放送       | テレビ朝日系列 | 土曜 24:30 - 25:25 | 2005年10月? - 2008年12月20日   |
| 熊本県         | 熊本朝日放送       | テレビ朝日系列 | 土曜 24:30 - 25:25 | 2005年10月? - 2009年3月28日    |
| 鹿児島県       | 鹿児島放送         | テレビ朝日系列 | 木曜 25:10 - 26:05 | 2006年10月 - 2009年1月15日     |
| 富山県         | チューリップテレビ | TBS系列        | 火曜 24:50 - 25:45 | 不明 - 2008年3月11日           |
| 鳥取県・島根県 | 日本海テレビ       | 日本テレビ系列 | 水曜 16:53 - 17:50 | 2008年7月16日 - 2009年2月25日  |